# Wilhelm Levison

Wilhelm Levison, um 1900. Berlin, Staatsbibliothek Preußischer Kulturbesitz, Handschriftenabteilung/Nachlass Althoff N. 7: Fotoalbum 1902 Ernst Dümmler

Wilhelm Levison (* 27. Mai 1876 in Düsseldorf; † 17. Januar 1947 in Durham) war ein deutscher Historiker.
Wilhelm Levison lehrte als Professor für Geschichte an der Universität Bonn. Wegen seiner jüdischen Herkunft wurde er 1935 auf Druck der Nationalsozialisten aus der wissenschaftlichen Tätigkeit ausgegrenzt und als Hochschullehrer zwangspensioniert. Im Frühjahr 1939 gelang es ihm, nach England zu emigrieren, wo er an der Universität Durham weiter forschte. Levison war einer der besten Kenner des Frühmittelalters in der ersten Hälfte des 20. Jahrhunderts. Seit 1899 war er Mitarbeiter, seit 1925 Mitglied der Zentraldirektion der Monumenta Germaniae Historica, für die er vor allem Quellen aus der Merowingerzeit edierte.

## Leben

### Herkunft und Jugend (1876–1894)
Wilhelm Levison entstammte einer der ältesten jüdischen Familien Siegburgs, die von 1681 bis 1939 in Siegburg sicher nachweisbar ist. Das letzte Mitglied der Familie in Siegburg war Heinrich Levison (1873–1942), der Vetter von Wilhelm Levison und letzter Synagogenvorsteher der jüdischen Gemeinde in Siegburg. Er siedelte 1939 nach Köln über und wurde nach Theresienstadt deportiert, wo er 1942 mit seiner Ehefrau umkam.
Die Vorfahren von Levison waren kleine Handelsleute. Sie führten den Namen Löwe, mundartlich Löw oder Leef, der sich vom Symboltier des biblischen Juda, dem Löwen, herleitete. Die Familie assimilierte sich der deutschen Kultur und Nation des 19. Jahrhunderts, was Schritt für Schritt deutlich wurde. Die rechtsrheinischen Juden mussten 1845 aufgrund einer preußischen Kabinettsordre einen Familiennamen annehmen. Mendel Levy, der Großvater von Wilhelm Levison, wählte als erstes von der neuen Vorschrift betroffenes Familienmitglied den Namen Levison. Von seinen vier Söhnen übernahm der älteste Sohn Levi Levison das väterliche Tuchgeschäft und erinnerte „in dem Umfang seiner hebräischen Studien an den Vater“ Wilhelm Levison, der hierin einer Haltung seines Vaters folgte, von dem es hieß, er hätte „sein Leben mehr dem Studium der Thora und der hebräischen Literatur [gewidmet] als der Erlangung von Reichtum“. Isaac ließ sich nach einem Medizinstudium in Bonn, Würzburg und Greifswald als Arzt in Siegburg nieder. Joseph betrieb eine Kolonialwaren-Großhandlung in Düsseldorf. Hermann hatte in Düsseldorf einen kleinen Textilbetrieb.
Wilhelm Levison kam 1876 als älterer von zwei Söhnen der Eheleute Hermann Levison (1839–1886) und Josephine geb. Goldschmidt (1845–1916) zur Welt. Die ersten 18 Jahre seines Lebens verbrachte er in Düsseldorf. Wie stark die jüdische Familie inzwischen in die deutsche Kultur assimiliert war, zeigt sich an Levisons Vorname Wilhelm, den er nach dem ersten deutschen Kaiser Wilhelm I. erhielt. Nachdem sein Vater bereits starb, als Wilhelm zehn Jahre alt war, wurden seine Mutter, sein Bruder und er selbst durch die Brüder des Verstorbenen unterstützt. Sein fünf Jahre jüngerer Bruder Arthur wurde Kaufmann und wanderte bereits Ende des 19. Jahrhunderts nach England aus. Dies ermöglichte Wilhelm, ab 1899 Familienbesuche mit häufigen Archiv- und Bibliotheksreisen nach England zu verbinden. Auf dem Städtischen Gymnasium lernte Levison Latein, Griechisch und Französisch sowie Englisch, was nicht selbstverständlich an deutschen Gymnasien der Kaiserzeit war. Zusätzlich besuchte Levison vom 8. bis zum 14. Lebensjahr die Synagogen-Gemeinde Düsseldorf und erhielt Unterricht in Hebräischer Sprachlehre, Hebräischer Bibellektüre, Übersetzung und Erklärung der Gebete. Welchen Einfluss die Religion der Familie auf Levison selbst hatte, ist jedoch nicht erkennbar. 1894 legte er das Abitur am Städtischen Gymnasium zu Düsseldorf ab. Das Abiturzeugnis weist mit Ausnahme für das Fach Turnen, in dem es lediglich für ein „gut“ reichte, die Note „sehr gut“ für die übrigen Fächer aus.

### Studium in Bonn und Berlin (1894–1898)
Mit einem Stipendium der Düsseldorfer Aders-Tönnies-Stiftung konnte er an der Universität Bonn 1894 ein Studium der Geschichte und der Klassischen Philologie aufnehmen. Der Direktor des Gymnasiums, Adolf Matthias (1847–1917), hatte Levison an den Althistoriker Heinrich Nissen empfohlen. Daher nahmen im Studium zunächst altertumswissenschaftliche Vorlesungen den größten Platz ein. Geschichte war zunächst nur durch das an deutsche erzählende Quellen des 12. und 13. Jahrhunderts anknüpfende Proseminar bei Reinhold Koser und dessen Vorlesung über brandenburgisch-preußische Geschichte bis 1840 repräsentiert. Levison hörte aber auch Geographie und Psychologie. Das Sommersemester 1895 verbrachte Levison in Berlin, auch dort überwogen im Studium die althistorischen und philologischen Veranstaltungen bei Otto Hirschfeld, Johannes Vahlen, Paul Kretschmer, Bernhard Kübler und Hermann Dessau. Als einzigen Vertreter der Mittleren und Neueren Geschichte besuchte Levison Paul Scheffer-Boichorst und dessen Seminar über mittelalterliche Geschichte. Nach Bonn zurückgekehrt, nahmen nun historische Vorlesungen und Übungen größeren Raum ein. Er belegte Veranstaltungen bei Hermann Usener, Franz Bücheler, Anton Elter, Alfred Körte, Felix Solmsen und Georg Loeschcke. Bei Moriz Ritter absolvierte er im Sommersemester 1896 eine Übung über die Geschichtsquellen des 6. bis 9. Jahrhunderts, die ihn nachhaltig beeindruckte. Noch Jahrzehnte später rühmte er die „Erziehung zur gewissenhaften Arbeit im großen und kleinen“, die er in dem Seminar erfahren hat. Auch bei einer Lehrveranstaltung von Karl Menzel kam er mit mittelalterlichen Quellen in Kontakt. Obwohl es ausreichend Angebote gab, besuchte Levison keine diplomatische Veranstaltung. Als Diplomatiker war Levison wohl Autodidakt. Nach acht Semestern verfasste Levison mit der Arbeit Die Beurkundung des Civilstandes im Altertum seine Dissertation bei Heinrich Nissen. Es war die erste Bonner Dissertation in Alter Geschichte, die in deutscher Sprache verfasst worden ist. Die Arbeit brachte ihm nach Rigorosum und Disputation am 19. Januar 1898 die Promotion summa cum laude zum Dr. phil. ein. Ebenfalls im Jahr 1898 qualifizierte sich Levison noch zusätzlich durch ein Staatsexamen für das Höhere Lehramt. Zu dieser Zeit strebte Levison aber den Beruf des Bibliothekars an.

### Tätigkeit für die Monumenta Germaniae Historica (1899–1920)
Im Jahr 1898 publizierte Levison seinen ersten Aufsatz „Zur Geschichte des Frankenkönigs Chlodwig“ in den Bonner Jahrbüchern, der Zeitschrift des Vereins für Altertumsfreunde im Rheinlande und des damaligen Provinzialmuseums in Bonn. In diesem Aufsatz setzte sich Levison mit chronologischen Fragen und der Bekehrung Chlodwigs auseinander. Levison behandelte die vieldiskutierte Datierung der Taufe, aber auch Zeitumstände und die Motive Chlodwigs, zum Christentum überzutreten. Die knappen und nicht recht zueinander stimmenden Quellenzeugnisse über den Gründer des fränkischen Großreiches überprüfte Levison auf Glaubwürdigkeit und Vereinbarkeit. Der sich hierin zeigende Forschungsstil und die nüchterne Sachlichkeit der Darlegung kennzeichnen alle seine weiteren Arbeiten. Durch diesen Aufsatz wurde der Pionier der merowingischen Historiographie und Hagiographie Bruno Krusch, der für die Monumenta Germaniae Historica (MGH) an der Ausgabe von Quellen zur Geschichte der Merowingerzeit arbeitete, auf Levison aufmerksam. Durch seine Studie war Levison für Krusch eine geeignete Unterstützung. Im Anstellungsvertrag verpflichtete sich Levison, am Wohnsitz des Leiters seiner Arbeiten zu leben, und er erhielt für die ihm zugewiesenen Aufgaben ein Jahresgehalt von zunächst 1500 Mark. Am 1. Januar 1899 wurde Levison als Gehilfe in die MGH eingestellt und ging nach Hannover, wo Krusch als Archivrat beschäftigt war. Zwei Jahre später folgte Levison seinem Vorgesetzten Krusch nach Breslau. Ein Empfehlungsschreiben seines althistorischen Doktorvaters Nissen an den damaligen Vorsitzenden der Zentraldirektion, Ernst Dümmler, wurde erst nach der Entscheidung für Levisons Einstellung formuliert und drückt den leisen Vorbehalt gegen die Weltläufigkeit des fest im Rheinland verwurzelten Levison sowie die Sorge vor beruflicher Beeinträchtigung, die sich aus seinem Judentum hätte ergeben können, aus. Im Februar 1902 wurde der Wunsch von Levison deutlich, an die Universität Bonn zurückzukehren. Im April 1903 entschied die Zentraldirektion der MGH, Levison als Mitarbeiter weiter zu beschäftigen und sein Jahresgehalt auf 2100 Mark anzuheben. Davon waren jedoch nur 1800 Mark auszuzahlen, da er aufgrund seiner Vorlesungstätigkeit nicht voll für die Monumenta arbeitete. Levison hatte außerdem die Aufgabe, seine Arbeit am Liber Pontificalis fortzusetzen. Im Jahr 1908 wurde sein Monumenta-Gehalt auf 3000 Mark angehoben und damit gegenüber seinem Einstiegsgehalt verdoppelt. Levison war jedoch zu keiner Zeit ein wohlhabender Mann. Sein Gehalt bezog er bis zum Jahr 1920 hauptsächlich von den MGH, die für ihre geringe Besoldung bekannt waren.

### Lehrtätigkeit an der Universität Bonn (1903–1935)
Die Arbeit mit den merowingischen Quellen bildete die Basis für die 1903 in Bonn angenommene Habilitationsschrift „Bischof Germanus von Auxerre und die Quellen zu seiner Geschichte“ für Mittelalterliche Geschichte und Historische Hilfswissenschaften. Die Schrift ist 1904 im Neuen Archiv auf achtzig Seiten erschienen. Das Colloquium wurde am 9. Juli 1903 über den Einfluss der Iren auf die fränkischen Reiche abgehalten. Die Habilitation hatte für die Universität Bonn größere Bedeutung, denn bis dahin wurden an ihr eher neuzeitliche Themen behandelt und ihr Anteil am Aufschwung der quellen- und textkritisch ausgerichteten Mediävistik war gering. In Bonn wurde Levison 1903 Privatdozent und setzte in seiner Lehrtätigkeit die Schwerpunkte auf Paläographie, Urkundenlehre und allgemeine Quellenkunde. Das weite Spektrum seiner Lehrveranstaltungen behandelte die Merowingerzeit, die historischen Hilfswissenschaften, die Geschichte der Rheinlande, die englische Verfassungsgeschichte der frühen Neuzeit bis zur Verfassungsentwicklung der Vereinigten Staaten von Amerika im 19. Jahrhundert. Seine Antrittsvorlesung in Bonn hielt er über Die Politik in der Visionsliteratur des frühen Mittelalters. 1909 wurde ihm der Titel „Professor“ verliehen. 1912 wurde er außerordentlicher Professor in Bonn.

#### Während des Ersten Weltkrieges und der Weimarer Republik (1914–1933)
Nach Ausbruch des Ersten Weltkrieges wurde Levison gemustert, jedoch aufgrund seiner Kurzsichtigkeit vom Heeresdienst befreit. Den Einsatz in einer Sanitätskolonne musste er 1915 wegen eines Armbruchs einstellen. Durch den Kriegsausbruch brach der Kontakt zu seinem Bruder in England und zu ausländischen Kollegen ab. Im Oktober 1914 unterzeichnete Levison die Erklärung der Hochschullehrer des Deutschen Reiches, in der die Lehrenden sich uneingeschränkt hinter die Armee stellten, da „für die ganze Kultur Europas das Heil an dem Siege hängt, den der deutsche „Militarismus“ erkämpfen wird“ Levison selbst formulierte jedoch keine Thesen für die Führung eines geistigen und kulturell überlegenen Deutschlands gegenüber „minderwertigen“ Gesellschaften. Ein Jahr nach dem Tod seiner Mutter heiratete er 1917 die Jüdin Elsa Freundlich, die vor dem Krieg an seinen Übungen teilgenommen und in Heidelberg über das Thema John Stuart Mills Kausaltheorie promoviert hatte. Wie Levison den Verlauf des Ersten Weltkrieges beurteilte und inwieweit er die im Krieg ausbrechende antijüdische Stimmung und die zunehmende antisemitische Publizistik wahrnahm, ist bislang nicht bekannt.
In der Weimarer Republik gehörte er der nationalliberalen DVP an. Als Parteifunktionär trat Levison jedoch nicht in Erscheinung. 1920 wurde er ordentlicher Professor in Bonn und schied damit aus dem besoldeten Dienst der MGH aus. 1922/23 wurde er als Nachfolger des verstorbenen Michael Tangl an der Berliner Universität gehandelt, jedoch erhielt schließlich Ernst Perels den Ruf auf die vakante Professur. Levisons akademischer Aufstieg war ungewöhnlich, denn an zahlreichen deutschen Universitäten war die Übernahme eines Lehrstuhls an eine christliche Konfession geknüpft und man verlangte daher den Übertritt vom jüdischen Glauben zum Christentum. Die jüdische Herkunft scheint für Levison jedoch keine wesentliche Bedeutung gehabt zu haben. Es gibt keine Hinweise darauf, dass sein bereits am Namen ablesbares Judentum ihn bei seiner akademischen Karriere behindert hätte. Inwieweit die Religion für sein Leben überhaupt eine Rolle spielte, ist ungewiss.
Während seiner Lehrtätigkeit als Professor in Bonn betreute er bis 1933 44 Dissertationen. Zu seinen Schülern gehörten u. a. Theodor Schieffer, Eugen Ewig und Paul Egon Hübinger. Als akademischer Lehrer stand Levison dem Frauenstudium aufgeschlossen und vorurteilsfrei gegenüber. Das Studium an Universitäten stand Frauen im Deutschen Reich erst ab 1908 generell offen. Neben 33 Männern promovierten auch 11 Frauen bei ihm. Darunter war auch Helene Wieruszowski, der die Habilitation in Köln verweigert wurde und die erst in der Emigration die Professur für mittelalterliche Geschichte erreichte. Levison bekleidete nie ein Amt in der akademischen Selbstverwaltung. Die Jahre zwischen der Rheinlandbesetzung und der nationalsozialistischen Machtergreifung markierten den Höhepunkt seiner Laufbahn als Wissenschaftler und Hochschullehrer. Für die 6. und 7. Auflage des Gebhardt-Handbuches der Deutschen Geschichte (1922 und 1930 erschienen) übernahm er die Verfassungs- und Sozialgeschichte der Karolingerzeit. 1931 verlieh ihm die Universität Durham ein Ehrendoktorat für seine Verdienste um die Erforschung des angelsächsischen Mittelalters. 1932 lehnte er aus Verbundenheit zu seiner rheinischen Heimat einen Ruf auf eine ordentliche Professur als Nachfolger Albert Brackmanns in Berlin ab.

#### Weitgehende Isolation und Zwangspensionierung im Nationalsozialismus (1933–1939)
Nach einem Bericht des SS-Obersturmführers Hermann Löffler gab es 1933 bei der Machtergreifung der Nationalsozialisten mit Wilhelm Levison, Siegmund Hellmann und Hans Rothfels drei ordentliche Professoren jüdischer Abstammung für mittlere und neuere Geschichte in Deutschland. Zahlreicher waren jedoch die außerordentlichen jüdischen Professoren, Lehrbeauftragten und Privatdozenten. Viele jüdische Hochschullehrer wurden sogleich aus ihren Ämtern entfernt. Doch Levison blieb davon zunächst verschont und konnte seine Lehrtätigkeit bis 1935 weitgehend ungestört fortführen. Vom „Gesetz zur Wiederherstellung des Berufsbeamtentums“ und dem Arierparagraphen war er nicht betroffen, da sie sich auf die vor 1914 eingestellten Beamten nicht auswirkten. Sein Seminar hatte noch nie so viele Studenten wie im Sommersemester 1933 gehabt und musste daher in zwei Kurse geteilt werden. Der Kirchenhistoriker Wilhelm Neuß widmete ihm die 1933 erschienene Neuauflage seines Werkes über die Anfänge des Christentums an Rhein und Mosel. Seine wissenschaftliche Tätigkeit ging in den gewohnten Bahnen weiter. Nach 1933 sind noch sieben Dissertationen von Levison betreut worden. 1933 erschien eine zweibändige Geschichte der Universität Bonn, die von ihm 25 Seiten über das Historische Seminar enthielt, und der im Jahr 1934 veröffentlichte 30. Scriptores-Band der Monumenta enthielt mehrere von ihm beigesteuerte hagiographische Quellen. Selbst unter Nationalsozialisten wurde Levison Anerkennung entgegengebracht. Der Nationalsozialist Ernst Anrich, seit 1932 Bonner Privatdozent, urteilte über Levison, dass er zwar Jude sei, „aber denkbar anständig und national, wissenschaftlich sehr solid“.
Unter dem NS-Regime nahmen ab 1935 jedoch die Diskriminierungen wegen seiner jüdischen Herkunft immer mehr zu. Seine Publikationsmöglichkeiten schwanden zunehmend. Bereits 1935 wurde ein Beitrag über die Neuerscheinungen zur Merowinger- und Karolingerzeit in den Jahresberichten für Deutsche Geschichte nicht mehr gedruckt. Sein Anteil an Editionen bei den MGH wurde in den Titeleien unterschlagen. 1935 wurde Levison aus der Zentraldirektion der MGH und dem Vorstand der Gesellschaft für Rheinische Geschichtskunde gedrängt. 1937 konnten durch seine Hilfe die Monumenta eine Neuedition der Historiae Gregors von Tours und die Gesellschaft für Rheinische Geschichtskunde eine Ausgabe des Caesarius von Heisterbach herausgeben. Beide Male wurde seine Mitwirkung weder auf dem Titelblatt noch auch nur im Vorwort erwähnt. Seinen akademischen Schülern zufolge ertrug Levison die zunehmende Isolation und antisemitische Hetze „mit äußerem Gleichmut“ (so Paul Egon Hübinger) und „mit Haltung und Würde“ (so Theodor Schieffer).
Aufgrund der Verabschiedung der Nürnberger Gesetze vom 15. September 1935, die ihm für eine Wirkung als Lehrer und Beamter keine Möglichkeit mehr ließen, stellte Levison auf Rat des Dekans der Bonner Philosophischen Fakultät Friedrich Oertel einen Antrag auf Emeritierung. Statt diesen Antrag positiv zu bescheiden, wurde Levison zum Jahresende 1935 zwangsweise vom Berliner Ministerium in den Ruhestand versetzt, was finanzielle Einbußen und insbesondere den Verlust der Lehr- und Prüfungsrechte nach sich zog. Levison war einer von insgesamt zwölf deutschen Historikern, die ihren Lehrstuhl aus rassenideologischen Motiven verloren. Im Wintersemester 1935/36 wurde zunächst Leo Just mit der Vertretung beauftragt. Nachfolger auf dem Bonner Lehrstuhl wurde auf Rat und vertraulichen Wunsch Levisons Walther Holtzmann. Holtzmann bekundete in seiner Antrittsvorlesung 1936 offen seine hohe Wertschätzung für seinen jüdischen Vorgänger Levison. 1938 wurde Levison aus dem Verein von Altertumsfreunden im Rheinlande ausgeschlossen. Durch die wachsende Isolierung widmete er sich intensiver der Forschung und dem Abfassen einer Familiengeschichte. Seine Arbeiten, die im Deutschen Reich nicht mehr gedruckt wurden, gab Levison ausländischen Periodika wie der Revue Bénédictine, dem Jahrbuch der Elsaß-Lothringischen Wissenschaftlichen Gesellschaft zu Straßburg oder der Zeitschrift für Deutsche Geistesgeschichte in Österreich zur Veröffentlichung.

### Flucht aus Deutschland und letzte Jahre im englischen Exil (1939–1947)
Die Entscheidung, ins Exil zu gehen, fiel nach dem Novemberpogrom 1938. Den letzten Ausschlag gaben das Verbot, öffentliche Bibliotheken zu benutzen, und der unmittelbare Terror durch das Auftreten der Gestapo und Hetzplakate. Im April 1939 konnte er noch im letztmöglichen Augenblick nach England emigrieren. Aus Berlin erhielt er am 10. März 1939 einen Abschiedsgruß ohne Absender und mit abgekürzter Unterschrift des Mittellateiners Karl Strecker. Sein seit Jahrzehnten in London ansässiger Bruder organisierte die Übersiedlung. Sein Nachfolger auf dem Bonner Lehrstuhl Walther Holtzmann begleitete ihn zum Bonner Hauptbahnhof und der katholische Kirchenhistoriker und langjährige Freund Wilhelm Neuss gab das Geleit bis zum Zug nach Ostende. Die laufende Arbeit am Liber Pontificalis und die Arbeit an der Lex Salica musste er bei seiner Flucht aufgeben. Es gelang ihm aber, seine Privatbibliothek und das gesammelte Material für seine Familiengeschichte mitzunehmen. Die Universität Durham hatte ihm als ihrem Ehrendoktor mit der Berufung zum Honorary Fellow eine neue Wirkungsstätte angeboten. Nach der Internierung als „Enemy Alien“ auf der Isle of Man vom 25. Juni bis zum 2. September 1940 konnte er zügig seine wissenschaftlichen Tätigkeiten, nun vorwiegend auf angelsächsische Thematiken gerichtet, fortsetzen. Die Neubearbeitung des ersten Bandes von Wattenbachs Geschichtsquellen ist zum Teil noch im Exil fertiggestellt worden. Dort wurde ebenfalls die in langjähriger Detailforschung erarbeitete Familiengeschichte niedergeschrieben. 1942 wurde er von der Universität Oxford zum „Ford’s Lecturer in English History“ gewählt. Es ist eine der höchsten Auszeichnungen, die ein Historiker in England erhalten kann. In seinem 1946 in Oxford erschienenen Buch England and the Continent in the Eighth Century bekannte er sich im Vorwort als Jude offen zu den deutschen Institutionen und gedachte in vornehmster Weise der Universität Bonn und der Monumenta Germaniae Historica. Levison gelang es auf Anfrage der Universität Bonn, den Kontakt zu Thomas Mann wiederherzustellen, um dem Literaturnobelpreisträger die im Nationalsozialismus aberkannte Ehrendoktorwürde wieder zuzuerkennen. Die Rückkehr an die Universität Bonn ließ sich nicht mehr verwirklichen. Auch Gastvorlesungen an der dortigen Universität kamen aufgrund seines angespannten gesundheitlichen Zustandes nicht mehr zustande. Im Juni 1946 wurde er auf der ersten Nachkriegsversammlung zum Ehrenmitglied des Historischen Vereins für den Niederrhein gewählt. Der 1946 erschienene Aufsatz Medieval Church-Dedications in England wurde neben Großbritannien, Frankreich und Belgien auch nach Deutschland geschickt. Im Sommer 1946 erlitt Levison einen Herzinfarkt und am 17. Januar 1947 erlag er in Durham einem neuen Anfall. Levison fand sein Grab auf dem kleinen Friedhof der St.-Mary-le-Bow-Kirche in Durham. Seine Frau Elsa starb erst 1966 und wurde neben ihm beigesetzt. Die Ehe blieb kinderlos.

## Werk

### Editionstätigkeit
Levison war zu seinen Lebzeiten einer der besten deutschen Kenner des Frühmittelalters. Sein thematisches Spektrum erstreckte sich von der Merowingerzeit, den historischen Hilfswissenschaften, über die Geschichte des Papsttums und der Rheinlande bis zur englischen Verfassungsgeschichte der frühen Neuzeit. Diplomatische Studien nahmen jedoch an Zahl und Umfang nur eine Randstellung im Gesamtwerk ein. Ab 1899 war er Mitarbeiter der Monumenta Germaniae Historica und blieb dies bis 1920. 1925 wurde er einstimmig zusammen mit Albert Brackmann zum Mitglied der Zentraldirektion der Monumenta Germaniae Historica gewählt. Levison gehörte damit zum Leitungsgremium der Institution. Bei den MGH edierte Levison im Großprojekt der Scriptores rerum Merovingicarum Quellen aus der Merowingerzeit. Dies geschah zu einer Zeit, als es Mittellateinische Philologie als eigenes Fach nicht gab, zudem kaum kritische Editionen, die den Text gesichert hätten, noch Sachuntersuchungen, die die Historizität der Legenden durchleuchtet hätten.
Seine Arbeit zeichnet sich durch größte Sorgfalt aus. Levison wurde zum besten Kenner des merowingischen Latein. Mit Krusch gab er drei Quartbände mit merowingischen Heiligenleben heraus (1910, 1913 und 1920). Der Anteil in selbständiger Arbeit beläuft sich auf „gut zwei Quartbände“, was „bei dem schwierigen und zersplitterten Material eine erstaunliche Leistung“ ist. Eine Hauptleistung wird dabei gar nicht sichtbar, nämlich „das entnervende und höchste Konzentration erfordernde ständige Korrekturlesen und die Ausarbeitung der umfangreichen Indices“. Die Bonifatius-Viten (Vitae Sancti Bonifatii) gab Levison 1905 alleine in den Scriptores rerum Germanicarum heraus. Sie gelten philologisch und historisch als Meisterleistung. Der abschließende 7. Band aus dem Jahre 1920 enthält auf 200 Seiten einen Katalog von hagiographischen Handschriften. Ein grundlegender Unterschied bei der Einschätzung des hagiographischen Materials bestand zwischen Krusch und Levison darin, dass der Protestant Krusch frühmittelalterliche Wundererzählungen als kirchliche Legendenbildung ablehnte, während Levison weitaus vorsichtiger urteilte, weil er sie als Zeugnisse mittelalterlichen Denkens deutete. Die Beschäftigung mit der Hagiographie führte ihn auch zur Papstgeschichte. Seine Studie „Konstantinische Schenkung und Sylvesterlegende“ ist heute noch wegweisend.
Mit der Edition von Urkundentexten begann Levison erst in Arbeiten der 1930er Jahre. 1932 legte er eine maßgebliche Edition des Testaments des Diakons Adalgisel Grimo von 634 vor. Von 1901 bis 1935 redigierte Levison außerdem die bibliographischen Berichte in der damaligen Zeitschrift der Monumenta, dem Neuen Archiv. Dieses wurde nach seiner Amtszeit in Deutsches Archiv für Geschichte des Mittelalters, nach dem Krieg in Deutsches Archiv für Erforschung des Mittelalters umbenannt.
Die insgesamt über 40-jährige Zusammenarbeit mit Krusch, der als Verfasser hämischer und bissiger Kritiken gefürchtet war, würdigte Levison anlässlich des 70. Geburtstages seines Kollegen mit nüchterner Huldigung. Sie ist für das Verhältnis der beiden Gelehrten charakteristisch. In Levisons Worten war die Leistung von Krusch bei der Erforschung merowingischer Heiligenleben „trotz manchen Widerspruchs in Einzelfragen wohl der bedeutendste Fortschritt … seit Mabillon“. Zum 80. Geburtstag widmete Levison seinem ehemaligen Vorgesetzten eine kommentierte Neuedition einer Urkunde König Sigiberts III. zugunsten der Kirchen von Metz und Köln. Sie ist die letzte auf deutschem Boden entstandene diplomatische Arbeit Levisons und gilt als Meisterwerk.
1908 bekam Levison die Genehmigung für die Neubearbeitung des Frühmittelalterteils von Wattenbachs Quellenkunde. Seine bis zu Karls des Großen Tod reichende Überarbeitung ist nach Levisons Tod von Heinz Löwe abgeschlossen und 1952/53 unter dem Namen Wattenbach-Levison(-Löwe) herausgegeben worden. Seine Editionen und Studien lassen sich als stets handschriftenbezogene und philologisch scharfsinnige Untersuchungen charakterisieren, bei denen Fragen zum Informationsgehalt und zur Möglichkeit der Nutzung von Quellen – echt oder falsch, wahr oder erfunden – im Vordergrund stehen, die er einer kritischen Würdigung unterzieht. Seine aus der Quellenkritik abgeleiteten, institutionsbezogenen Fragestellungen werden etwa in den Studien zu den rheinischen Bistümern erkennbar.

### Forschungsbeiträge zur Rheinischen Geschichte
1909 veröffentlichte Levison den Aufsatz Die Entwicklung der Legende Severins von Köln in den Bonner Jahrbüchern. In ihm zeigte er, dass in Köln im 9. oder 10. Jahrhundert mangels eigener Überlieferung für die Vita des Gründers des Severinsstiftes die Lebensbeschreibung des gleichnamigen Bischofs von Bordeaux übernommen wurde. Den Text der Severinsvita edierte er im 1919 erschienenen ersten Teil des siebten Bandes der Scriptores rerum Merovingicarum. In der Folgezeit hat sich Levison auch weiterhin mit Kölner Heiligenlegenden auseinandergesetzt, etwa in den Aufsätzen von 1929 über Bischof Agilolf und 1931 über Bischof Evergisel (Ebregisil I.). Seine bedeutendste Untersuchung auf dem Gebiet der rheinischen Hagiographie ist die über die Ursulalegende, die 1927 veröffentlicht wurde. Einen weiteren Arbeitsschwerpunkt bei den rheinischen Arbeiten bildeten Quelleneditionen und quellenkritische Studien. Die bedeutendste Arbeit zur rheinischen Diplomatik war die 1932 erschienene Edition der Bonner Urkunden des frühen Mittelalters aus dem Kopialbuch des Cassius-Stiftes.
Die Rheinische Geschichte war bis zum Ersten Weltkrieg in Forschung und Lehre des Bonner Historischen Seminars nicht etabliert. Durch die Kriegsniederlage von 1918 entzündete sich eine Debatte über den Status der Rheinprovinzen. Politiker und Wissenschaftler, die einer Abtrennung der linksrheinischen Gebiete vom Reich oder gar einer französischen Annexion entgegenwirken wollten, sahen in der Hervorhebung des Deutschtums der Rheinlande und seiner Zugehörigkeit zum deutschen Reich und Kulturraum ihre dringlichste Aufgabe. Das wichtigste Ziel einer rheinischen Geschichte war es demnach, das Rheinland als ein seit Jahrhunderten deutsches Land herauszustellen. In diesem Zusammenhang vollzog sich die 1920/21 erfolgte Gründung des Instituts für geschichtliche Landeskunde der Rheinlande an der Universität Bonn. Von der Gesellschaft für Rheinische Geschichtskunde ging die Initiative zur Veröffentlichung einer rheinischen Geschichte aus. Die Kernaufgabe in der Geschichte des Rheinlandes kam dabei Levison mit der Darstellung der Zeit Vom Ende der Römerherrschaft bis zum Interregnum (450 bis 1250) zu. Für die tausendjährige Zugehörigkeit des Rheinlands zum deutschen Reich hielt Levison 1925 in Köln den offiziellen Festvortrag Der Sinn der rheinischen Jahrtausendfeier 925–1925. In diesem Vortrag gab Levison eine Deutung des Verlaufs der rheinischen Geschichte seit dem 5. Jahrhundert und machte deutlich, dass nicht erst 925, sondern schon durch die fränkische Eroberung die rheinischen Lande sich „zum Bereich deutschen Wesens rechnen“ durften. 1927 behandelte Levison bei der 75-Jahr-Feier des Historischen Vereins für den Niederrhein in seinem Festvortrag Die Anfänge rheinischer Bistümer in der Legende. Im akademischen Bereich wurden zwischen 1910 und 1935 15 von Levison betreute Dissertationen zur rheinischen Geschichte bei der Philosophischen Fakultät eingereicht.
Seine Liebe zum Rheinland war für Levison darüber hinaus Antrieb für die Erforschung seiner familiären Herkunft. Die jahrhundertelange Verwurzelung seiner Familie im Rheinland recherchierte Levison minutiös. Ab 1935 begann er mit der Texterstellung. Die Ergebnisse dieser Familienforschung wurden 1952 von seiner Frau Elsa Levison und Franz Steinbach in einem 187-seitigen Werk mit 19 Stammtafeln herausgegeben. Dazu hatte Levison die Familie seit dem ersten Auftreten eines Kaufmanns Löw in den Siegburger Quellen 1681 erforscht.

### Forschungstätigkeit zum angelsächsischen Bereich
Mit seiner 1905 bei den Monumenta erschienenen Edition der Bonifatius-Viten (Vitae Sancti Bonifatii) dokumentierte Levison bereits früh sein wissenschaftliches Interesse an den Beziehungen des merowingischen bzw. frühkarolingischen Frankenreiches zu England. Besondere Aufmerksamkeit brachte Levison der englischen Verfassungsgeschichte entgegen, über die er seit dem Sommersemester 1907 sechs Vorlesungen abhielt. Ein anderer Forschungsschwerpunkt im angelsächsischen Bereich behandelte den Einfluss der Iren und Angelsachsen auf die Christianisierung des Frankenreiches; 1912 verfasste Levison eine entsprechende Überblicksdarstellung über den Verlauf der irischen Mission.
Darüber hinaus beschäftigte sich Levison in seinen Forschungen intensiv mit dem Angelsachsen Beda Venerabilis und seiner Zeit. 1935, als Levison schon nicht mehr auf Deutsch publizieren durfte, verfasste er einen Aufsatz über Beda als Geschichtsschreiber, der in einem Sammelband zum Gedenken an Bedas 1200. Todestag erschien. Mit Bedas Ausrichtung auf die Heilsgeschichte, die nicht nur auf den Einfluss des Orosius, sondern auch auf seine Beschäftigung mit den sechs Weltaltern im Zusammenhang der Computistik zurückzuführen ist, verdeutlichte Levison darin einen Aspekt, den die quellenkritische Forschung bislang nicht wahrgenommen hatte. Außerdem nahm Levison erstmals Bedas didaktische Intention ernst.
Im Jahr vor seinem Tod konnte Levison noch seine grundlegende Monographie England and the Continent in the Eighth Century veröffentlichen. Das Werk gilt noch heute als Meilenstein der Geschichtsschreibung, da es erstmals die Beziehungen zwischen England und dem Festland in der Zeit von Willibrord, Bonifatius und Alkuin behandelt. Die Auseinandersetzung mit der angelsächsischen Mission Frieslands und des Frankenreiches nimmt dabei etwa zwei Drittel des Buches ein.

## Wirkung

### Nachlass und Gedenken
In seinem Testament vom 20. September 1946 vermachte Levison seine Bücher, die er jahrzehntelang in seiner Handbibliothek zusammengebracht hatte, der Bibliothek des Historischen Seminars in Bonn. Er bestimmte, dass die Werke, die in Bonn infolge des Weltkrieges verloren gegangen waren, dorthin gelangten, die übrigen in Durham bleiben sollten. „Diese großherzige Spende bildete den Grundstock für den Wiederaufbau der bis auf geringe Reste vernichteten Bibliothek des Historischen Seminars“. Der Nachfolger auf dem Bonner Lehrstuhl Walther Holtzmann übernahm Levisons wissenschaftlichen Nachlass. Aus Anlass von Levisons 70. Geburtstag 1946 wurde ein Sammelband seiner wichtigsten Aufsätze geplant. Doch haben Druckschwierigkeiten im Nachkriegsdeutschland die Herstellung des Buches immer wieder verzögert. Das Erscheinen des 1948 veröffentlichten Sammelbandes Aus rheinischer und fränkischer Frühzeit hat Levison nicht mehr erlebt. Holtzmann brachte die Neuausgabe des Gregor von Tours zum Abschluss und sorgte für die Fortführung der von Levison übernommenen Neuauflage des ersten Bandes von Wattenbach Deutschlands Geschichtsquellen im Mittelalter. Auch die Ergebnisse jahrelanger Forschung zur Geschichte der Zwei-Schwerter-Lehre konnten erst aus dem Nachlass veröffentlicht werden. Ebenso die Untersuchung und Edition der Annales Lindisfarnenses et Dunelmenses.
Im Bonner Universitätsarchiv befindet sich ein Teilnachlass hauptsächlich aus Levisons Universitätsjahren. Wenig ist aus der Zeit des „Dritten Reiches“ und des englischen Exils überliefert. Private Dokumente fehlen fast ganz. Möglicherweise sind sie nach Levisons Tod bei seiner Witwe verblieben und wohl nach ihrem Tod 1966 in den Besitz des Neffen John Levison, des einzigen Sohns von Levisons Bruder Artur Levison, übergegangen. Der Verbleib dieses Nachlasses ist bislang ungeklärt. In seiner 1952 postum veröffentlichten Familiengeschichte hinterließ Levison einige autobiographische Bemerkungen. Biographische Quellen sind außerdem die Lebensbilder und Würdigungen seiner Schüler, die über Levison als Zeitzeugen berichten konnten. Ein ausführliches Lebensbild verfasste sein Schüler Paul Egon Hübinger. Kurt Düwell widmete 1962 seine Kölner Dissertation über die Rheingebiete in der Judenpolitik des Nationalsozialismus vor 1942 „dem Angedenken des rheinischen Historikers Wilhelm Levison“. An der Universität Bonn fand 1976 zum 100. Geburtstag eine Gedenkfeier statt. Seine Schüler Theodor Schieffer und Helene Wieruszowski sowie Horst Fuhrmann, der Präsident der Monumenta Germaniae Historica, hielten Gedenkreden. Seit 1978 trägt in der Bonner Südstadt die ehemals nach dem preußischen General Albrecht von Roon benannte Roonstraße Levisons Namen. Aus Anlass des 60. Todestages wurde 2007 in Bonn eine Tagung zum Gedenken an Levison abgehalten. Zu dieser Tagung verfassten Historiker Beiträge über das Verhältnis Levisons zur Diplomatik (Theo Kölzer), zur Rheinischen Geschichte (Manfred Groten), zur Monumenta Germaniae Historica (Rudolf Schieffer) oder zur Hagiographie (Klaus Herbers). Der Sammelband ist 2010 erschienen und von dem Bonner Professor für mittelalterliche Geschichte Matthias Becher und dem Historiker Yitzhak Hen herausgegeben worden.
Eine Arbeitsgruppe der Universität Manchester organisiert seit 2008 das Wilhelm Levison Network. Internationale Wissenschaftler kommen zu einem Workshop in der John Rylands Library zusammen, um die Bedeutung des Buches als Träger kultureller Traditionen in der Geschichte zu erforschen. Diese Fragestellung lag auch dem Werk von Levison zugrunde. David Rollason konnte 2008 mit einem Rundbrief innerhalb kürzester Zeit Spenden aus Großbritannien, Kontinentaleuropa, den USA, Kanada und Australien einsammeln und dadurch das Grab erneuern.

### Wissenschaftliche Nachwirkung
Die wissenschaftliche Nachwirkung Levisons auf die Forschung und akademische Laufbahn seiner Schüler war beträchtlich. Levisons Seminarteilnehmer waren noch Jahrzehnte nach dem Zweiten Weltkrieg im Universitäts- oder Archivardienst tätig. So war Ursula Lewald Mitarbeiterin am Institut für geschichtliche Landeskunde und überwachte die Drucklegung der Familiengeschichte. Seine beiden bedeutendsten Schüler Theodor Schieffer und Eugen Ewig knüpften unmittelbar an die Forschungsschwerpunkte Levisons an. Eugen Ewig verfasste zahlreiche Arbeiten zum rheinisch-fränkischen Bereich; er wechselte 1964 auf den ehemaligen Bonner Lehrstuhl seines Lehrers Levison, wo er bis 1980 lehrte. Bonn wurde durch Levison zum Ausgangspunkt für mediävistische und hilfswissenschaftliche Forschungen insbesondere zu den Merowingern. Durch Ewig und Theo Kölzer entwickelte sich die Universität in der zweiten Hälfte des 20. Jahrhunderts zum Zentrum für quellenkritische Merowingerstudien. Ewig legte grundlegende Arbeiten zur Merowingerzeit vor und wurde in der zweiten Hälfte des 20. Jahrhunderts zum wohl besten deutschen Kenner der Merowinger. Kölzer gilt als einer der führenden Experten für merowingische Urkunden. Matthias Becher, der sechste Nachfolger Levisons auf dem Bonner Lehrstuhl, gilt ebenfalls als einer der besten Kenner der Merowingerzeit.
Schieffer verfasste grundlegende Arbeiten zum Bereich der angelsächsischen Mission, vor allem zu Bonifatius (1954). Levisons Witwe besuchte auf ihren Deutschlandreisen mehrfach die Familie von Schieffer. Der Sohn von Theodor Schieffer, Rudolf Schieffer, promovierte bei Eugen Ewig und wurde 1980 sein Nachfolger und damit der vierte Nachfolger auf dem Bonner Lehrstuhl nach Levison. Die Gründung des Deutschen Historischen Instituts in Paris wurde wesentlich von Historikern betrieben, die aus dem Schülerkreis von Levison stammten.

## Schriften (Auswahl)
Bibliographie
- Wilhelm Levison: 1876–1947. A bibliography, herausgegeben von Elsa Levison, Oxford 1948.

Monografien und Aufsätze
- Das Werden der Ursula-Legende. Ahn, Köln 1928 (Digitalisat).
- Die Siegburger Familie Levison und verwandte Familien. Röhrscheid, Bonn 1952.
- Wilhelm Levison †: Die mittelalterliche Lehre von den beiden Schwertern. In: Deutsches Archiv für Erforschung des Mittelalters. Band 9, 1952, S. 14–42 (Digitalisat).
- Aus rheinischer und fränkischer Frühzeit. Ausgewählte Aufsätze. Schwann, Düsseldorf 1948 (online. Vereinigt die wichtigsten Aufsätze und gibt eine vollständige Aufzählung seiner Veröffentlichungen).
- Konstantinische Schenkung und Silvester-Legende. Rom 1924 (Digitalisat).

Herausgeberschaften und Editionen
- Wattenbach-Levison: Deutschlands Geschichtsquellen im Mittelalter. Vorzeit und Karolinger. I. Heft: Die Vorzeit von den Anfängen bis zur Herrschaft der Karolinger vom Anfang des 8. Jahrhunderts bis zum Tode Karls des Großen. Bearb. von Wilhelm Levison und Heinz Löwe. Weimar 1953.
- Gregorii Turonensis Opera. Editio altera, cur. B. Krusch et W. Levison (= Monumenta Germaniae Historica. Scriptores rerum Merovingicarum. Band I, 1), Hannover 1951.